# 마니그라맘
마니그라맘은 일반적으로 주로 남인도에서 활동했던 인도인 대상들이 조직한 중세 상인 길드를 지칭한다. 아인누루바르와 안주반남과 함께 마니그라맘은 이 지역의 상업 활동에서 중요한 역할을 했다. 남인도의 항구 도시에 국한되었던 안주반남과 달리, 마니기람은 항구 도시와 내륙 무역 중심지 모두에서 활동했다.
"바니그라마" 또는 "바니야그라마"로 알려진 상인 단체는 기원전 1세기 초부터 북인도에서 증명되었다. 그들은 카를레 비문(기원전 1세기), 카티아와드의 비슈누세나 왕 헌장(기원후 6세기), 산젤리의 토라마나 왕 헌장(기원후 6세기)에 언급되어 있다.
남인도에서 마니그라맘 활동에 대한 기록은 기원후 5세기로 거슬러 올라간다. 가장 초기의 언급은 남카르나타카(지금의 멜레코테, 툼쿠르 및 하산구)에서 발견된 두 개의 구리판 교부금에 나타나며, 둘 다 기원후 5세기로 거슬러 올라간다. 멜레코테 헌장은 불교 사찰에 대한 토지 교부금을 기록하고 있다.
기원후 9세기의 퀼론 시리아 동판 또한 마니그라맘 대표의 존재를 증명한다. 이 시기에 마니기람은 해상 무역에 관여하게 되었고 서해안의 안주반남(안주만)과 협력하기 시작한 것으로 보인다. 태국 타쿠아파의 타밀어 비문(기원후 9세기) 또한 마니그라맘 길드를 언급한다.
10세기 초부터 아인누루바르는 남인도에서 지배적인 상인 길드로 부상했다. 마니그라맘과 안주반남은 나중에 이 더 큰 조직에 통합되었다. 12세기에는 아인누루바르가 다른 모든 상인 길드를 포괄하는 상위 조직으로 기능했다. 마니그라맘은 13세기까지 아이야볼레에 완전히 종속되었다.

## 같이 보기
- 아인누루바르
- 안주반남
- 인도 문화권
- 동남아시아의 인도화